# Sous-district
Sous-district est le nom donné à un type de subdivision administrative placée en dessous du district et qui existe dans certains pays.

## Liste
- En Chine, voir sous-district (Chine)
- Sous-districts de la Palestine mandataire
- Catégorie:Sous-district au Botswana
- Sous-district (Syrie)